# Texas City
Texas City är en ort i Galveston County i delstaten Texas, USA.